# Agência de Transporte Estadual da Califórnia
A Agência de Transporte Estadual da Califórnia (CalSTA) é uma agência estadual responsável pelos departamentos relacionados ao transporte dentro do estado.
David S. Kim se tornou o terceiro secretário da Agência de Transporte do Estado da Califórnia (CalSTA) em 1º de julho de 2019 após sua nomeação pelo governador Gavin Newsom em abril de 2019.